# 氨基锌
氨基锌是一种无机化合物，化学式为Zn(NH2)2。加热氨基锌可以得到氮化锌。

## 制备
氨气和二乙基锌于150 °C反应可以得到氨基锌：
Zn(C2H5)2 + 2 NH3 → Zn(NH2)2 + 2 C2H6